# Saint-Michel-de-Montjoie
Saint-Michel-de-Montjoie – miejscowość i gmina we Francji, w regionie Normandia, w departamencie Manche.
Według danych na rok 1990 gminę zamieszkiwały 462 osoby, a gęstość zaludnienia wynosiła 32 osoby/km² (wśród 1815 gmin Dolnej Normandii Saint-Michel-de-Montjoie plasuje się na 470. miejscu pod względem liczby ludności, natomiast pod względem powierzchni na miejscu 262.).